# Boccaccesca
Boccaccesca è un film muto italiano del 1928, diretto da Alfredo De Antoni

## Trama
Il severo duca di Spoleto, preoccupato per l'educazione della diletta figliola Oretta, ordina al suo amministratore Jacopo de' Cerchi, che è anche alchimista, di provvedere. Costui affida l'incarico a Cucumo, il suo segretario, e Ricciardello, suo allievo; il primo diventerà istitutore della giovane, mentre il secondo sarà il suo paggio. Le cose però si complicano perché donna Cinta, governante di Oretta, si invaghisce di Cucumo e la stessa Oretta s'innamora di Ricciardello. 

foto di scena: gli amanti

Quando il duca si accorge delle tresche, infuriato, confina Oretta in convento e condanna a morte Ricciardello che ha osato legarsi alla figlia. La situazione verrà salvata da un intervento di Jacopo che, da buon alchimista, propina al duca una pozione che lo fa diventare allegro e tollerante. per cui condona la pena di Ricciardello e consente che Oretta lo sposi. Anche Cucumo e donna Cinta troveranno la via delle nozze.

## Produzione
Basato su un soggetto scritto da Luigi Roffeni - Tiraferri, a sua volta tratto dalla novella contenuta nel Decameron dal titolo «Come fue gabbato lo duca di Spoleto e come da tristo uomo che era divenne pietoso per la sua figlia madama Oretta», Boccacesca venne realizzato nel 1927 a Rifredi, negli stabilimenti cinematografici che erano stati costruiti all'inizio degli anni venti in via delle Panche da Giovanni Montalbano con l'ambizione di fare concorrenza ai poli cinematografici di Torino e Roma.
Il film fu prodotto dalla I.C.S.A (Imprese Cinematografiche Società Anonima), azienda di cui Roffeni - Tiraferri era il Presidente, fondata a Roma nel 1926. L'anno successivo aveva rilevato gli impianti fiorentini per girarvi il suo primo film Frate Francesco, i cui allestimenti scenici vennero riutilizzati anche da De Antoni. Il contesto produttivo della cinematografia italiana si trovava al finire del decennio in una profonda crisi iniziata sin dai primi anni venti: nel quinquennio 1925 - 1929 erano state prodotte non più di 100 pellicole, ma ben poche di queste erano state distribuite a livello nazionale e quasi nessuna internazionale.

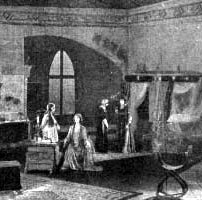
foto di scena: le dame

Periodicamente emergeva la speranza di un rilancio (la "rinascita") del cinema italiano ed anche per Boccaccesca vi fu chi presentò l'iniziativa della I.C.S.A. come una «procace e lieta vicenda con ricchissimi e fedeli costumi, grandiose ricostruzioni e sfarzosa messa in scena; questo può essere ritenuto il primo film della rinascita cinematografica italiana».
Le riprese, durate poco meno di due mesi, terminarono nel dicembre 1927 e durante la lavorazione vennero vantate come «nuova ed importante affermazione di italianità gli episodi ed i quadri come la caccia al falcone, la caccia al cinghiale, i banchetti, le cerimonie, le cucine, la corte del gran signore». In alcune promozioni si insistette anche sul carattere "boccaccesco" del film, suscitando proteste e polemiche in ambienti più tradizionali.
Da segnalare, tra gli interpreti, la presenza di una diciottenne Isa Pola, qui al suo secondo film, quasi agli esordi di una trentennale carriera nello spettacolo, mentre la protagonista Elena Sangro riscosse ben pochi apprezzamenti critici, in quanto «ci dà una prova in più della propria impassibilità di fronte all'obiettivo». Tra gli apporti tecnici, anche la fotografia curata da Gabriele Gabrielian, che poi si trasferirà al "Luce" diventando il prezioso assistente della sezione scientifica diretta da Roberto Omegna.

Scenografia medievale del film ricostruita negli studi cinematografici di Rifredi

## Accoglienza
Nonostante le lodi, non si sa quanto indipendenti, con cui Boccaccesca era stato presentato durante la produzione, quando il film uscì, nel mese di giugno 1928 (il visto di censura venne apposto il 31 maggio 1928, con diversi mesi di ritardo rispetto alla fine della lavorazione), ottenne giudizi poco lusinghieri da una parte della critica che lo considerò un film "arretrato": «Avremmo preferito che si trattasse di un film straniero: nella scelta dei soggetti come nell'esecuzione siamo ancora impastoiati in un'anticaglia. Sceneggiato in modo assai statico, Boccaccesca non è che un susseguirsi di quadri con didascalie».
Apprezzamento per Boccaccesca fu invece espresso da altri commentatori, per i quali «ogni tentativo che si compie perché la nostra [italiana - ndr] cinematografia non perda quel poco di vitalità che ancora le è rimasta dovrebbe essere appoggiato ed incoraggiato». Ma in un periodo in cui era imminente la diffusione del sonoro, il tentativo di rilanciare la cinematografia italiana puntando ancora sul muto era destinato all'insuccesso. Boccaccesca fu quindi il secondo, ma anche l'ultimo prodotto della I.C.S.A. che a metà del 1928, liquidò il personale, facendo venir meno anche questa - come in precedenza tante altre - speranza di una "rinascita" sempre invano vagheggiata. Gli stabilimenti di Rifredi seguirono poco dopo la stessa sorte, demoliti all'inizio degli anni trenta dopo aver ospitato il "set" di Antonio di Padova, il santo dei miracoli, ultimo film girato nel complesso fiorentino.
Impossibile oggi valutare quale delle due opinioni critiche espresse a suo tempo nei confronti di Boccaccesca sia condivisibile: secondo la ricerca recentemente pubblicata da Bernardini, si tratta di un film perduto.